# 追及権
追及権（ついきゅうけん、英 resale right、仏 droit de suite）は、著作者の権利の一つ。芸術家が、自らの作品が転売されるごとに作品の売価の一部を得ることができる権利を言う。著作者の経済的利益を保証する権利であるため、著作権の支分権として位置づけられるが、他人に譲渡することができない（一身専属性）ため、著作者人格権としての性質をも併有する。

## 概要
作品の複製や上演から収入を得ることができる音楽や文学の著作者と違い、美術作品の著作者である芸術家の主な収入源は、作品そのものの販売である。無名な時代に作品を廉価で売った芸術家が、後日有名になって作品の価格が上昇する場合に、作品を転売する売主と共に芸術家に作品の価格上昇の恩恵を受けさせようという目的で制定された。
欧州連合（EU）が2001年に導入指令を出したほか、イギリス（2006年）やスイス（2016年）など約90カ国（2017年時点）で認められるようになった。
19世紀のフランスの画家ジャン＝フランソワ・ミレー没後、作品『晩鐘』が高値で取引されたにもかかわらず、ミレーの遺族が極貧生活を送ったことなどへの反省が背景となっている。日本では法制化されていないが、2018年に著作権協会国際連合の事務局長が来日し、日本美術著作権協会とともに導入を求める記者会見を行った。2018年12月19日に開かれた文化庁の審議会でも、同協会は導入を主張。これに対して全国美術商連合会とオークション会社は慎重論を唱えた。理由としては、美術品の相対取引は捕捉が困難なことや、売買が地下や海外へ移ることの懸念を挙げた。
図表・造形美術（絵画や彫刻など）の原作品（作者の生存中にその指導の下で作られた作品の型や版も含む）に適用され、こうした作品を転売する売主（コレクターや画商など）は、芸術家の生存中、及び死亡してから一定の期間（EUでは70年間）、売価の一部を芸術家またはその遺産相続人に支払わなければならない。売価は、オークションハウスや画廊などが売主から徴収し、著作権団体を通じて芸術家に支払われる。売主にとっては追及権がある国で作品を売ると、追及権がない国で同じ作品を売るよりもコストがかかるため、特に高額の作品を売る場合には、追及権がない国で売ることを選ぶ傾向にある。実際、高額の近現代美術作品のコレクショナーは、フランスの首都パリで作品を売って売価の3パーセントを芸術家に支払うよりも、運送費や保険代を払って英国ロンドンや米国ニューヨークに作品を移す方がコストが低い。このため、パリにおけるこうした美術作品の取引数が近年大幅に減少し、フランスのオークショナーからは、「追及権は世界のアートマーケットにおけるフランスの地位を弱体化させるもの」として批判されてきた。芸術家の経済的利益の保証と美術品取引市場の発展という二つの利益の均衡が難しい分野である。

## 現状
日本やアメリカ合衆国（カリフォルニア州を除く）、中華人民共和国においては未採用である。ベルヌ条約では追及権の制定可能性が規定され、上記のように追及権に関する法律が存在する国は多数存在（約90カ国）するものの、徴収のための制度を整えて実際に施行している国は少ない。

## 歴史
1893年、フランスの弁護士アルベール･ヴォノア (Albert Vaunois) が当時、芸術家の著作権が十分に保護されていないことを批判する論文を発表した。これをきっかけに1920年に制度が作られた。その後ヨーロッパの多くの国で採用される。
EUでは2001年、指令第2001/85/CEで加盟国の法令が統一された。追及権料は転売額の0.25～4％である。英ロンドンでの美術品取引で追及権の徴収を義務づけ、仏パリでの美術品取引を復活させようというフランス政府の要請が背景となった。イギリスでは2012年以降、同指令の施行(2012年1月1日までは死亡した芸術家の作品については追及権の徴収が免除されていた)により、「ロンドンにおける近現代美術作品の取引がアメリカと中国に移ってしまう」と大きく危惧されている。